# Dirty Cows
Dirty Cows is een Engels televisieprogramma, dat werd geproduceerd door Living TV, waarbij 10 stadsmeisjes de liefde proberen te winnen van een rijke aristocratisch landheer (Alexy van de Kimmenade) door landelijk werk op het landgoed te doen. Het programma had in Engeland hoge kijkcijfers. Het programma werd gepresenteerd door Tara Palmer-Tomkinson. Tara is een bekende socialite in het Verenigd Koninkrijk, onder meer omdat ze veel programma's presenteert en het petekind is van Prins Charles.
De serie ging op 22 augustus 2007 in het Verenigd Koninkrijk in première en iedere aflevering duurde 60 minuten. Er werden in totaal 8 uitzendingen uitgezonden.Verder werd de serie onder meer in Zuid-Afrika uitgezonden op DStv GO channel vanaf 1 september 2008 en op het Belgische Vitaya.

## Verloop van de serie
Tien meisjes proberen hun stadse, vlotte manieren in te ruilen voor het Engelse aristocratische buitenleven". Ze bezoeken de "eenzame" aristocraat Alexy die geen lief kan vinden en woont op het landgoed van zijn moeder - de gravin Pinky le Grelle - in Devon. De meisjes worden opgejaagd door kalkoenen, 4x4 rally's en het scheren van schapen. Elke week wordt er een weggestuurd totdat Alexy het perfecte meisje overhoudt.
In de finale moet Alexy kiezen uit Claire, Keeley en Larissa. Hij kiest voor Keeley. Uiteindelijk hebben ze slechts een zeer kortstondige relatie.

## Deelneemsters
De namen van de meisjes zijn:
- Larissa Summers, in aflevering 3 wordt overwogen dit de "Larissa Show" te noemen vanwege haar overheersende maar geestige optreden. Larissa is een van de finalisten, maar moet het afleggen tegen Keeley Dean[5] ;
- Danielle James, voormalig deelneemster in het Big Brotherhuis in het Verenigd Koninkrijk, als vegetariër weigerde ze - nadat ze een opdracht had gewonnen - met de moeder van Alexy als "cadeau" te gaan jagen op konijnen;
- Claire Evans, topmodel voormalig Miss Wales (uit Aberystwyth, ook zij is een van de finalisten, maar moet het tevens afleggen tegen Keeley Dean[6] ;
- Chantelle Minifee, werkte destijds op een call centre in Cardiff, zoekt na afloop van de opnames de media op en klapt uit de school over Alexy's vermeende afaire met de presentatrice Tara zelf;[7]
- Keeley Dean, werkt als actrice en model (voor onder andere Girl Management), afkomstig uit High Wycombe. Uiteindelijk wint zij de show en gaat ze voor twee weken met Alexy op vakantie;[8]
- Hannah Lederer Alton, viel met name in aflevering 5 op, toen ze de moed tot jagen verloor. Hannah is de bekendste deelneemster, naast actrice, model en student heeft ze de bekendste ouders: Helen Lederer (actrice en comediène) en Roger Alton (hoofdredacteur The Independent);
- Judi;
- Candice;
- Tazmin Proctor, topmodel, oudste deelneemster van Dirty Cows, werd onder meer 23e verkozen van Worlds Sexiest Women in FHM en genoemd in Loaded's Most Wanted in het 2e lustrum, met name waarin de aflevering waarin Tazmin met Alexy een rondvaart in een luchtballon maakt staat iedereen het meeste bij; en
- Thea Montgomerie-Anderson, comediène en zakenvrouw.[9]